# Köhnzert Zünd
Köhnzert Zünd ist eine Kompilation aller offiziellen Livealben der französischen Progressive-Rock- und Zeuhl-Gruppe Magma, die auf Konzerten von 1975 bis 2000 aufgezeichnet wurden. Das Boxset wurde 2015 in einer Auflage von 5000 Exemplaren bei Seventh Records herausgegeben.
Die Kompilation enthält 12 Compact Disks im Digipack mit Booklets in einem dekorativ ausgestatteten Schuber. Zehn CDs enthalten alle bis dahin offiziell veröffentlichten Livealben von Magma. Eine Bonus-Doppel-CD bietet Ausschnitte verschiedener Konzerte aus den Jahren 2005 bis 2011 sowie zwei unveröffentlichte Aufnahmen des Konzerts von 2009 im Pariser Club Alhambra. Die Aufnahmen wurden die für diese Neuveröffentlichung teilweise remastered und remixed.
Bereits 2008 gab Magma anlässlich seines 40-jährigen Bandjubiläums das ähnliche 12er CD-Box-Set Studio Zünd mit allen Studioaufnahmen von 1970 bis 2004 heraus.

## Inhalt
- CD 1 – Live Köhntark (1975, remastered)

Aufgenommen am 1. – 5. Juni 1975 in der Taverne de l'Olympia, Paris.
1. Köhntarkösz (Part 1) – 15:27
2. Köhntarkösz (Part 2) – 15:47
3. Ëmëhntëhtt-Ré (Annoncement) – 8:08

- CD 2 – Live / Hhaï (1975, remastered)

Aufgenommen am 1. – 5. Juni 1975 in der Taverne de l'Olympia, Paris.
1. Hhaï – 8:52
2. Kobah – 6:36
3. Lïhns – 4:56
4. Da Zeuhl Wortz Mëkanïk – 8:55
5. Mëkanïk Zaïn – 16:03

- CD 3 – Retrospektïẁ I (1980, remastered)

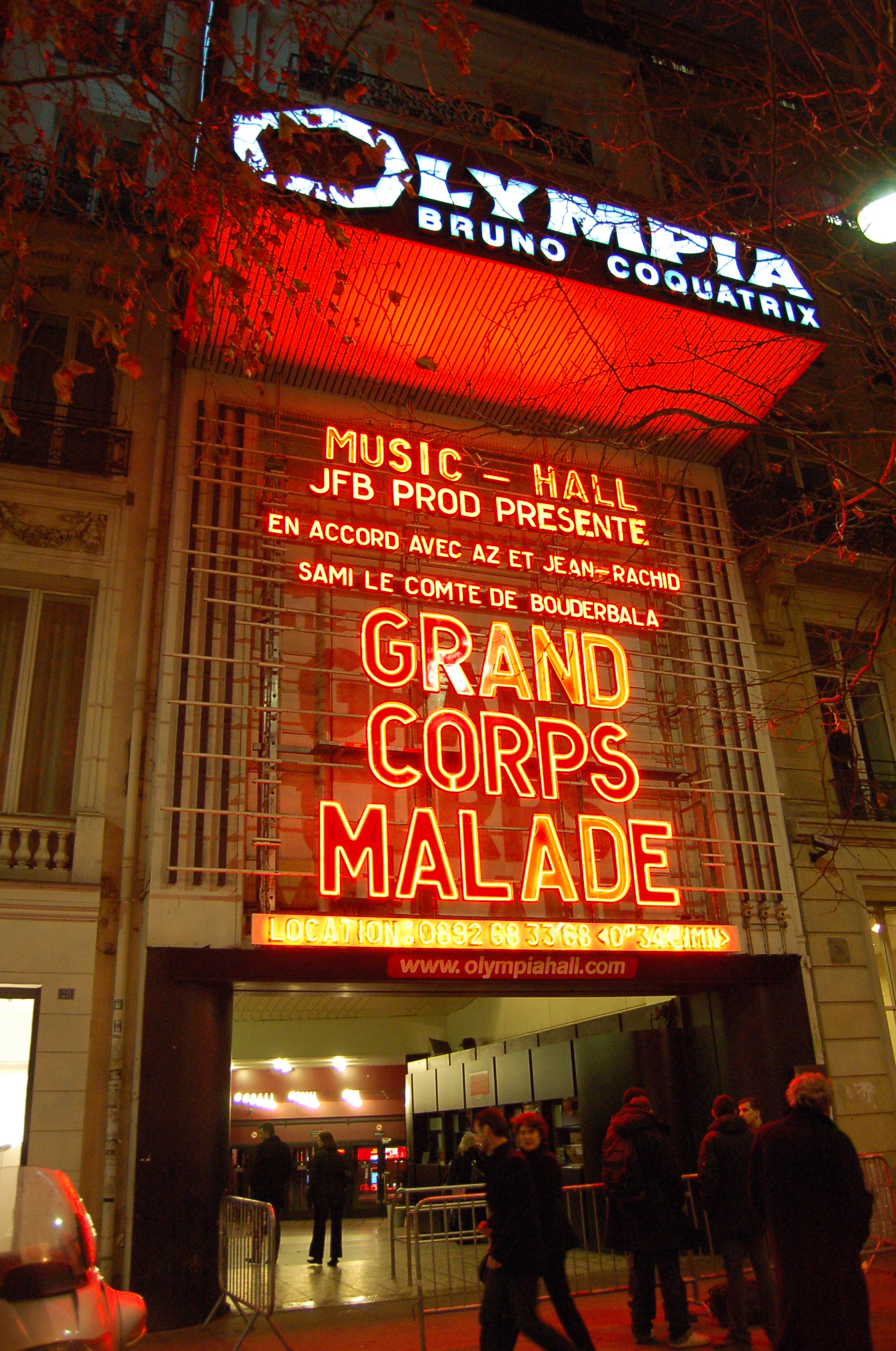
Aufnahmeort Konzerthalle Olympia, Paris (Foto 2009)

Aufgenommen am 9. – 11. Juni 1980 in der Konzerthalle Olympia, Paris.
1. Theusz Hamtaahk – 36:05

- CD 4 – Retrospektïẁ II (1980, remastered)

Aufgenommen am 9. – 11. Juni 1980 in der Konzerthalle Olympia, Paris.
1. Mëkanïk Dëstruktïẁ Kömmandöh – 40:06

- CD 5 – Retrospektïẁ III (1980, remastered)

Aufgenommen am 9. – 11. Juni 1980 in der Konzerthalle Olympia, Paris.
1. Retrovision – 18:13
2. Hhaï – 13:27
3. La Daẁotsïn – 4:12

- CD 6 – Trianon Theusz Hamtaahk (2000, remastered und remixed)

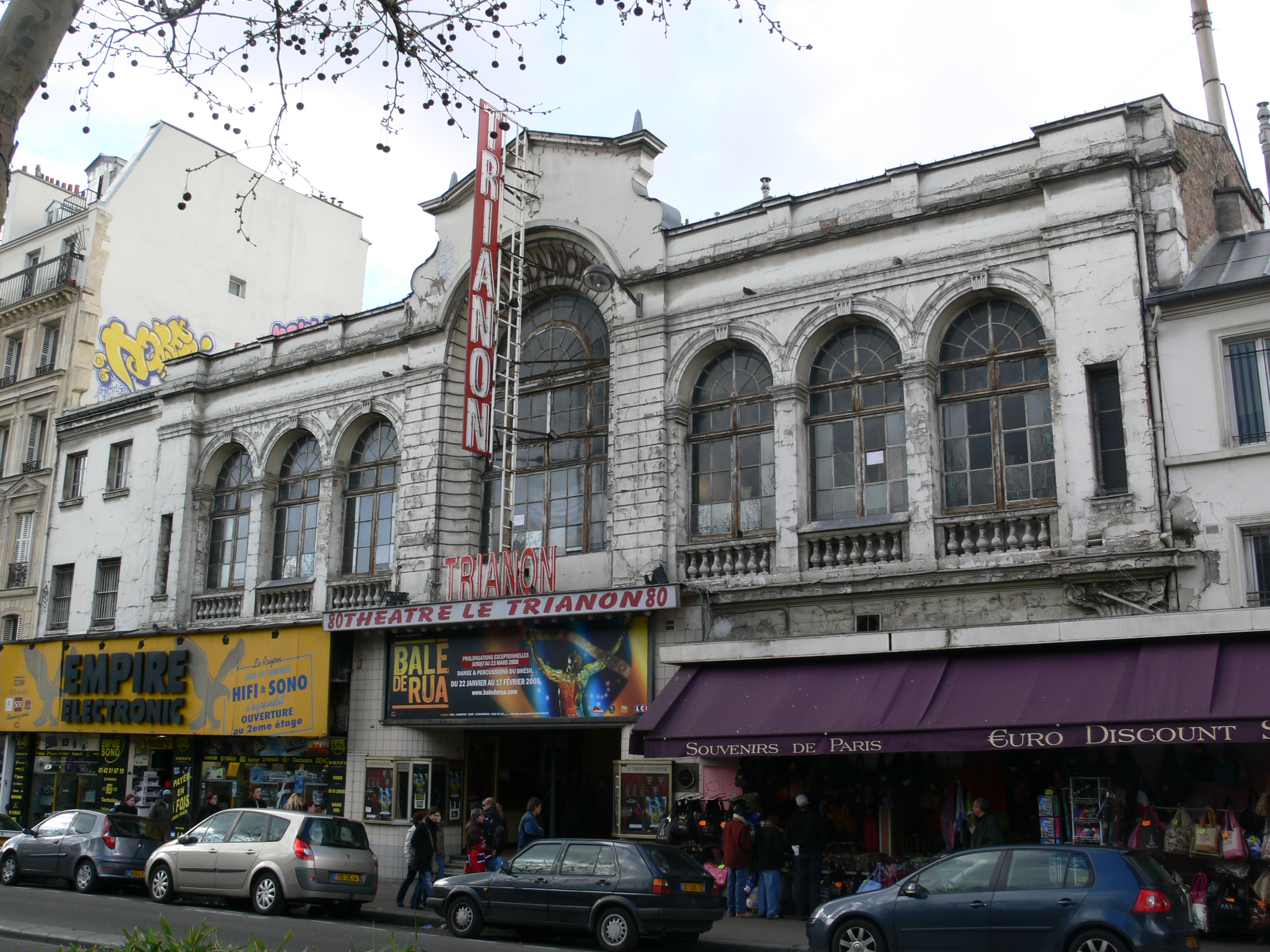
Der Aufnahmeort Le Trianon (Foto 2008)

Aufgenommen am 13. – 14. Mai 2000 im Le Trianon, Paris. 2001 erschienen als Theusz Hamtaahk Trilogie.
1. Malaẁëlëkaahm – 6:28
2. Sëẁolahẁëhn Öhn Zaïn – 6:42
3. Dëümb  Ëwëlëss Dölëhn – 3:55
4. Zeuhl Ẁortz – 2:25
5. Gorutz Ẁaahrn – 3:17
6. Tü Lü  Lï Ë Üi Dü Wiï – 1:06
7. Sé Lah Maahrï Donsaï – 2:31
8. Slibenli Dëh Theusz – 5:21
9. Zortsüng – 3:10

- CD 7 – Trianon Ẁurdah Ïtah (2000, remastered und remastered)

Aufgenommen am 13. – 14. Mai 2000 im Le Trianon, Paris. 2001 erschienen als Theusz Hamtaahk Trilogie.
1. Malaẁëlëkaahm (Incantation) – 4:21
2. Bradïa Da Zïmehn Iëgah (L'Initié A Parlé) – 2:38
3. Manëh Fur Da Zëss (Ensemble Pour Le Maître) – 1:39
4. Fur Dï Hël Kobaïa (Pour La Vie Éternelle) – 5:39
5. Blüm Tendiwa (L'Âme Du Peuple) – 5:48
6. Ẁohldünt Mᴧëm Dëẁëlëss (Message Dans L'étendue) – 3:08
7. Ẁaïnsaht !!! (En Avant !!!) – 3:11
8. Ẁlasïk Steuhn Kobaïa (Ascension Vers L'Éternel) – 2:44
9. Sëhnntëht Dros Ẁurdah Süms (La Mort N'est Rien) – 6:00
10. C'est La Vie Qui Les A Menés Là! – 4:46
11. Ëk Sün Da Zëss (Qui Est Le Maître) – 2:24
12. De Zeuhl Ündazïr (Vision De La Musique Céleste) – 6:11

- CD 8 – |Trianon Mëkanïk Dëstruktïẁ Kömmandöh (2000, remastered und remixed)

Aufgenommen am 13. – 14. Mai 2000 im Le Trianon, Paris. 2001 erschienen als Theusz Hamtaahk Trilogie.
1. Hortz Fur Dëhn Stekëhn Ẁest – 10:17
2. Ïmah Süri Dondaï – 4:13
3. Kobaïa Iss Dëh Hündïn – 2:07
4. Da Zeuhl Ẁortz Mëkanïk – 7:20
5. Nebëhr Gudahtt – 7:39
6. Mëkanïk Kömmandöh – 8:01
7. Kreuhn Köhrmahn Ïss Dëh Hündïn – 1:34
8. Da Zeuhl Ẁortz Ẁaïnsaht (Hymne De La Zeuhl Ẁortz) – 1:52
9. Untitled (Joyeux Anniversaire) – 5:43

- CD 9 – Triton Zünd Zëlëkt I (2005, remastered und remixed)

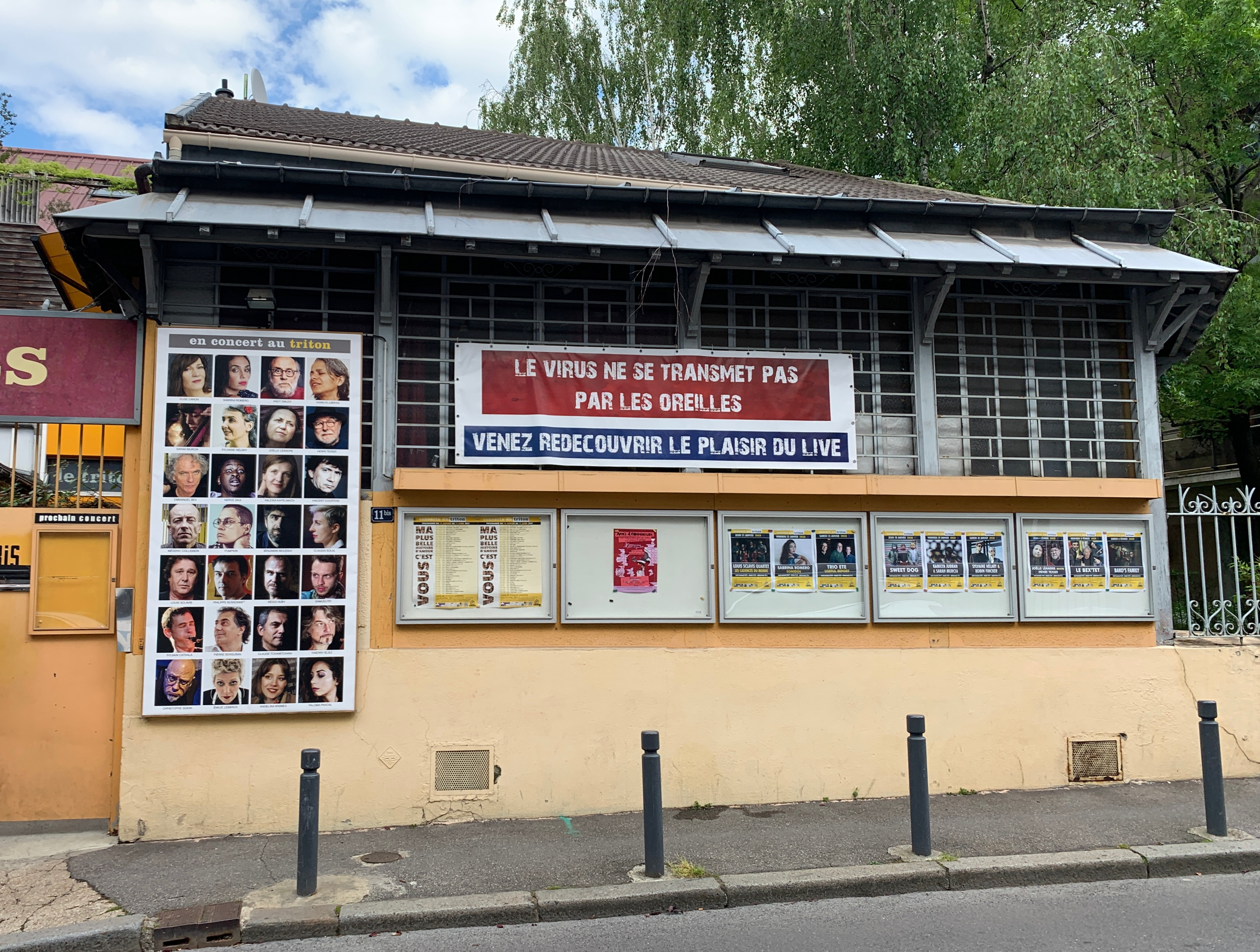
Konzerthaus Le Triton in Les Lilas (Foto 2021)

Aufgenommen im Mai 2005 im Le Triton, Les Lilas. Titel 1 und 6 2006 auf Mythes et Légendes Epok I, Titel 2 2006 auf Mythes et Légendes Epok II, Titel 3 und 5 2007 auf Mythes et Légendes Epok III und Titel 5 2007 auf Mythes et Légendes Epok IV erschienen.
1. Stoah – 10:29
2. De Futura – 17:53
3. The Last Seven Minutes – 11:39
4. Nono – 7:18
5. Otis – 9:12
6. Kobaïa – 12:10

- CD 10 – Triton Zünd Zëlëkt II (2011, remastered und remixed)

Aufgenommen am 1. – 2. Juli 2011 im Triton, Les Lilas. Kompilation von Material das 2013 auf Mythes et Légendes Epok V erschien.
1. Riah Sahiltaahk – 23:47
2. Dondaï – 8:59
3. Slag Tanz – 18:28
4. Maahnt – 11:05

- CD 11 – Alhambra I (2009, unveröffentlicht)

Aufgenommen am 5. – 6. Dezember 2009 im Théâtre de l'Alhambra, Paris.
1. Ëmëhntëhtt-Ré I – 7:27
2. Ëmëhntëhtt-Ré II – 24:23
3. Ëmëhntëhtt-Ré III – 12:14
4. Ëmëhntëhtt-Ré IV – 4:39
5. Funërarium Kahnt – 6:56

- CD 12 – Alhambra II (2009, unveröffentlicht)

Aufgenommen am 5. – 6. Dezember 2009 im Théâtre de l'Alhambra, Paris.
1. Félicité Thösz – 29:55
2. Sëhntëhndëh – 16:32